# Altitude (album Autumn)
Altitude – czwarty studyjny album holenderskiego zespołu Autumn, wydany 13 lutego 2009 roku w Europie, a 23 lutego 2009 roku w Ameryce Północnej. Jest to pierwszy album z nową wokalistką, Marjan Welman.

## Lista utworów
1. Paradise Nox – 5:31
2. Liquid Under Film Noir – 3:59
3. Skydancer – 3:42
4. Synchro-Minds – 4:19
5. The Heart Demands – 4:58
6. A Minor Dance – 5:24
7. Cascade (For A Day) – 3:54
8. Horizon Line – 4:44
9. Sulphur Rodents – 3:35
10. Answers Never Questioned – 4:01
11. Altitude – 6:18
12. One Word Reminder (bonus)
13. Closure (bonus)

## Twórcy
- Marjan Welman – śpiew
- Jens van der Valk – gitara, wokal wspierający
- Mats van der Valk – gitara, wokal wspierający
- Jan Munnik – instrumenty klawiszowe
- Jerome Vrielink – gitara basowa
- Jan Grijpstra – perkusja